# Побережник гострохвостий
Побережник гострохвостий (Calidris acuminata) — вид сивкоподібних птахів родини баранцевих (Scolopacidae).

## Поширення
Гніздиться в болотистій тундрі на північному сході Азії. На зимівлю мігрує до Південно-Східній Азії та Австралії. Як рідкісний осінній мігрант зустрічається у Північній Америці та Західній Європі.

## Зовнішній вигляд
Розміром трохи менше дрозда, вага тіла 51-76 г, довжина крила 122—140 мм. Нагадує Calidris melanotos, але дрібніше, дзьоб коротший, ніж у інших побережників, у весняному забарвленні присутній червонувато-іржавий відтінок. На боках чітко виражені V-подібні плями. Черево дуже поцятковане сіро-бурими поздовжніми смужками. Хвіст клиноподібний, всі кермові пір'їни із загостреними кінцями. Ноги оливково-темні. У зимовому вбранні рудий відтінок тьмяніший. Самець і самиці забарвленні досить схожі, молоді птахи схожі на дорослих, але їхня шапочка на голові яскраво-руда.

## Спосіб життя
Тундровий вид, краще за інших побережників пристосований до дуже зволожених ділянок. Гніздовий біотоп — сира мохово-пухкова тундра, на літніх кочівлях — грязьові, мулисті береги водойм. Шлюбні ігри самців і спаровування відбуваються відразу після прильоту, ще до розташування пар на гніздових ділянках. У гнізді 4 яйця.